# Det var dans bort i vägen
Det var dans bort i vägen är en dikt av Gustaf Fröding publicerad i Guitarr och dragharmonika 1891. Den tonsattes 1899 av Helfrid Lambert.
En inspelning av Öijwinds låg på Svensktoppen i två veckor under perioden 1963, båda gångerna med andraplacering.
Sven-Ingvars spelade in en version av den till albumet Sven-Ingvars i Frödingland 1971 (återutgivet 1991). Den låg på Svensktoppen i sex veckor under perioden 5 december 1971–9 januari 1972, med fjärdeplats som högsta placering. Sven-Erik Magnusson var med i ett SVT-program med Bosse Larsson och spelade en version tillsammans med Zarah Leander 1973.
Date framförde sången i Dansbandskampen 2009. I Så mycket bättre 2017 spelades sången in av Kikki Danielsson.

### Fotnoter
1. ↑  ”Svenskt visarkiv”. http://katalog.visarkiv.se/lib/ShowRecord.aspx?id=911245. Läst 23 april 2011.
2. ↑  Svensktoppen – 1963
3. ↑  ”Sven-Ingvars i Frödingland”. Svensk mediedatabas. 10 mars 1971. http://smdb.kb.se/catalog/id/001477380. Läst 23 april 2011.
4. ↑  Svensktoppen – 1971
5. ↑  Svensktoppen – 1972
6. ↑  Martin Gustafsson (7 november 2009). ”Date tappade texten”. Aftonbladet. http://www.aftonbladet.se/nojesbladet/tv/article12095840.ab. Läst 5 juli 2016.
7. ↑  Olle Kvarnsmyr (9 december 2017). ”Kikki Danielsson fina hyllning till Sven-Erik Magnusson” (på svenska). Aftonbladet. https://www.aftonbladet.se/nojesbladet/a/xRP0Rl/kikki-danielsson-fina-hyllning-till-sven-erik-magnusson. Läst 9 december 2017.
8. ↑  Anders Nunstedt (9 december 2017). ”Betyg: Så bra var tolkningar i "Så mycket bättre"” (på svenska). Expressen. https://www.expressen.se/noje/betyg-sa-bra-var-tolkningar-i-sa-mycket-battre-1/. Läst 9 december 2017.